# Енріко К'єза
Енріко К'єза (італ. Enrico Chiesa, * 29 грудня 1970, Генуя) — італійський футболіст, нападник. По завершенні ігрової кар'єри — футбольний тренер.
Як гравець насамперед відомий виступами за клуби «Парма», «Фіорентина» та «Сієна», а також національну збірну Італії.
Дворазовий володар Кубка Італії. Володар Суперкубка Італії з футболу. Володар Кубка УЄФА.

## Клубна кар'єра
Вихованець футбольної школи клубу «Понтедечимо».
Дорослу футбольну кар'єру розпочав 1988 року у клубі «Сампдорія». Провівши за два перші сезони лише одну гру за основну команду клубу, наступні два роки на умовах оренди грав за нижчолігові команди «Терамо» та «К'єті». 1992 року повернувся до «Сампдорії», де почав потрапляти до основного складу команди, однак вже за рік був знову відданий в оренду, спочатку до «Модени», а згодом до «Кремонезе». У 1995–1996 роках знову захищав кольори «Сампдорії».
Привернув увагу представників тренерського штабу клубу «Парма», до складу якого приєднався 1996 року. Відіграв за пармську команду наступні три сезони своєї ігрової кар'єри. Більшість часу, проведеного у складі «Парми», був основним гравцем атакувальної ланки команди. У складі «Парми» був одним з головних бомбардирів команди, маючи середню результативність на рівні 0,36 гола за гру першості. За цей час виборов титул володаря Кубка Італії, ставав володарем Кубка УЄФА.
1999 року уклав контракт з «Фіорентиною», у складі якої провів наступні три роки своєї кар'єри гравця. В новому клубі також був серед найкращих голеодорів, відзначаючись забитим голом в середньому щонайменше у кожній другій грі чемпіонату. За цей час додав до переліку своїх трофеїв ще один титул володаря Кубка Італії.
Протягом 2002–2003 років грав у складі «Лаціо».
З 2003 року п'ять сезонів захищав кольори команди клубу «Сієна». Граючи у складі «Сієни» спочатку здебільшого виходив на поле в основному складі команди, згодом втратив місце в основі й 2008 року перейшов до аматорського клубу «Фільїне», виступами за команду якого у 39-річному віці й завершив ігрову кар'єру 2010 року.

## Виступи за збірну
1996 року дебютував в офіційних матчах у складі національної збірної Італії. Протягом кар'єри у національній команді, яка тривала 6 років, провів у формі головної команди країни 17 матчів, забивши 7 голів.
У складі збірної був учасником чемпіонату Європи 1996 року в Англії, а також чемпіонату світу 1998 року у Франції.

## Кар'єра тренера
2010 року нетривалий час очолював тренерський штаб команди аматорського клубу «Фільїне». Наразі досвід тренерської роботи обмежується цим клубом.
| Дата       | Місто      | Господарі            | Результат | Гості       | Турнір               | Голи | Примітки |
| ---------- | ---------- | -------------------- | --------- | ----------- | -------------------- | ---- | -------- |
| 29/05/1996 | Кремона    | Італія               | 2 – 2     | Бельгія     | товариський матч     | 1    |          |
| 14/06/1996 | Ліверпуль  | Чехія                | 2 – 1     | Італія      | ЧЄ 1996 - 1-й етап   | 1    |          |
| 19/06/1996 | Манчестер  | Італія               | 0 – 0     | Німеччина   | ЧЄ 1996 - 1-й етап   | -    |          |
| 05/10/1996 | Кишинів    | Молдова              | 1 – 3     | Італія      | Відбір до ЧС 1998    | -    |          |
| 06/11/1996 | Сараєво    | Боснія і Герцеговина | 2 – 1     | Італія      | товариський матч     | 1    |          |
| 11/10/1997 | Рим        | Італія               | 0 – 0     | Англія      | Відбір до ЧС 1998    | -    |          |
| 28/01/1998 | Катанія    | Італія               | 3 – 0     | Словаччина  | товариський матч     | -    |          |
| 11/06/1998 | Бордо      | Італія               | 2 – 2     | Чилі        | ЧС 1998 - 1-й етап   | -    |          |
| 27/06/1998 | Марсель    | Італія               | 1 – 0     | Норвегія    | ЧС 1998 - 1/8 фіналу | -    |          |
| 18/11/1998 | Салерно    | Італія               | 2 – 2     | Іспанія     | товариський матч     | -    |          |
| 16/12/1998 | Рим        | Італія               | 6 – 2     | Зірки світу | товариський матч     | 3    |          |
| 10/02/1999 | Піза       | Італія               | 0 – 0     | Норвегія    | товариський матч     | -    |          |
| 27/03/1999 | Копенгаген | Данія                | 1 – 2     | Італія      | Відбір до ЧЄ 2000    | -    |          |
| 31/03/1999 | Анкона     | Італія               | 1 – 1     | Білорусь    | Відбір до ЧЄ 2000    | -    |          |
| 05/06/1999 | Болонья    | Італія               | 4 – 0     | Уельс       | Відбір до ЧЄ 2000    | 1    |          |
| 09/06/1999 | Лозанна    | Швейцарія            | 0 – 0     | Італія      | Відбір до ЧЄ 2000    | -    |          |
| 25/04/2001 | Перуджа    | Італія               | 1 – 0     | ПАР         | товариський матч     | -    |          |
| Усього     |            | Матчів               | 17        |             | Голів                | 7    |          |

## Титули і досягнення

### Командні
- Володар Кубка Італії (2):

«Парма»: 1998–99: «Фіорентіна»: 2000–01
- Володар Суперкубка Італії з футболу (1):

«Парма»: 1999
- Володар Кубка УЄФА (1):

«Парма»: 1998–99

### Особисті
- Найкращий бомбардир Кубка УЄФА (1):

«Парма»: 1998–99 (8)